# Arnardalsmúli
Arnardalsmúli är ett berg i republiken Island. Det ligger i regionen Austurland, 290 km öster om huvudstaden Reykjavík. Toppen på Arnardalsmúli är 543 meter över havet.
Trakten runt Arnardalsmúli är nära nog obefolkad, med mindre än två invånare per kvadratkilometer. Det finns inga samhällen i närheten. Trakten runt Arnardalsmúli är ofruktbar med lite eller ingen växtlighet.